# Bruce Kamau
Bruce Kamau (Nairobi, 28 marzo 1995) è un calciatore keniota naturalizzato australiano, attaccante dell'Adelaide City.

## Biografia
È nato in Kenya, ma all'età di 4 anni si è trasferito insieme alla sua famiglia in Australia.

## Carriera

### Club
Il 19 luglio 2021 viene acquistato a titolo definitivo dalla squadra greca dell'OFI Creta.

### Nazionale
Ha giocato nella nazionale australiana Under-23.

## Palmarès

### Club

#### Competizioni nazionali
- FFA Cup: 2

Adelaide United: 2014
Melbourne City: 2016
- Campionato australiano: 1

Adelaide United: 2015-2016